# Saint-Caradec-Trégomel
Saint-Caradec-Trégomel è un comune francese di 489 abitanti situato nel dipartimento del Morbihan nella regione della Bretagna.

## Società

### Evoluzione demografica
Abitanti censiti